# Sandrine Josso

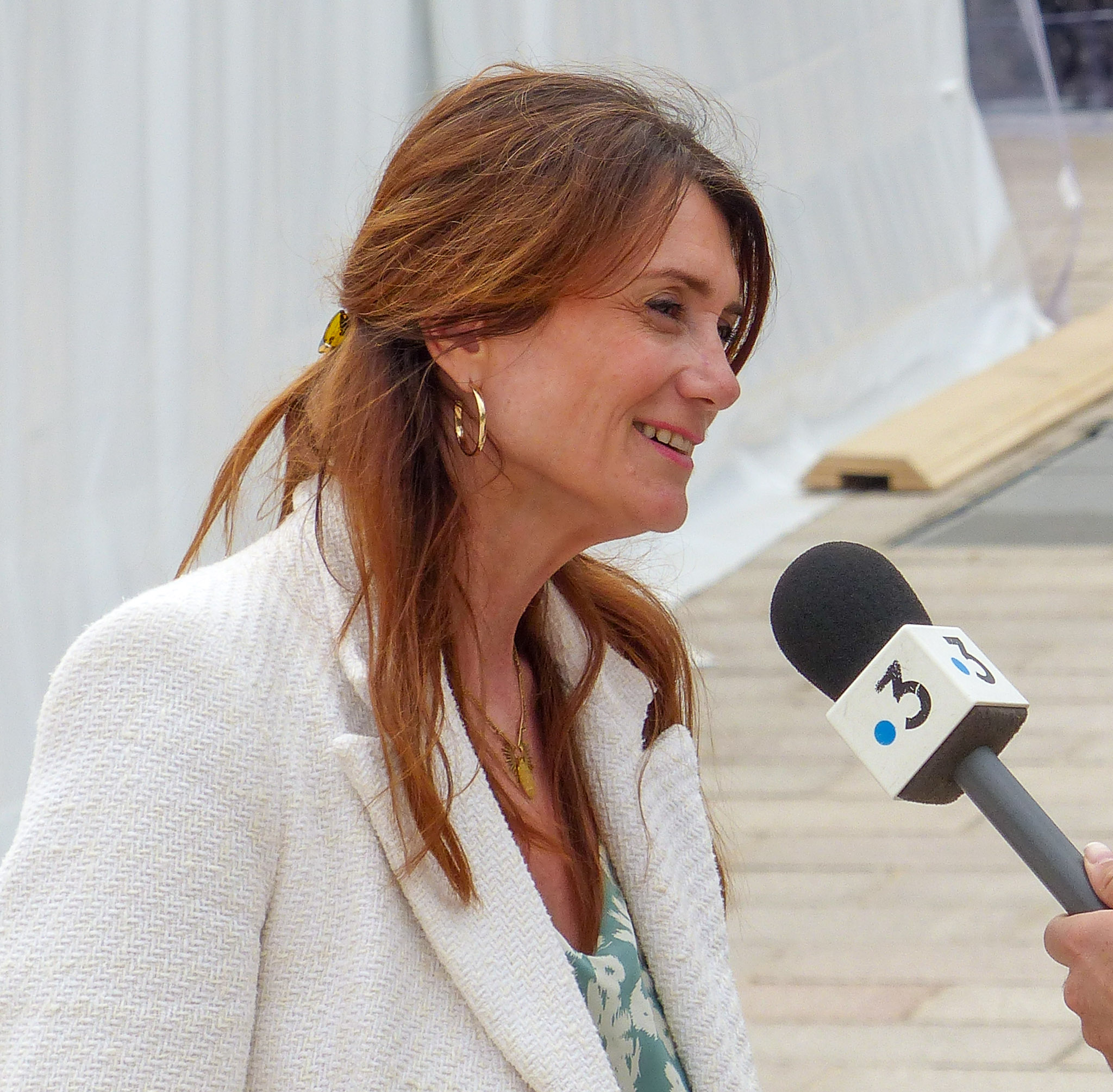
Sandrine Josso, 2024

Sandrine Josso (* 19. September 1975 in Guérande) ist eine französische Politikerin.

## Werdegang
Die gelernte Diätassistentin, mit ländlichem Hintergrund „nah an der Scholle“, wie sie sich einmal in einem Interview selbst bezeichnete, wurde 2014 für die „Zentristische Allianz“, einem Ableger der früheren UDF, in den Gemeinderat von Herbignac gewählt. Bei den Regionalwahlen in Frankreich 2015 setzte sie sich gegen Catherine Bailhache-Touguet vom Mouvement démocrate durch. Bei den Parlamentswahlen 2017 in Frankreich wechselte sie zur Partei La République en Marche (REM). Für den REM trat sie in ihrem Wahlkreis Loire-Atlantique gegen den früheren republikanischen Kommunikationsdirektor von Nicolas Sarkozy, Franck Louvrier, an und wurde in die  Nationalversammlung gewählt. Sie setzte sich dort unter anderem für die heimischen Salzhersteller ein, war Kommissarin für nachhaltige Entwicklung und Regionalplanung und Delegierte für die französischen Überseegebiete. Im Juni 2019 verließ sie den REM und wurde eine von damals 16 Abgeordneten der Parlamentsgemeinschaft „Groupe Libertés et territoires“.
2023 beschuldigte Josso den Senator Joël Guerriau, ihr am 14. November 2023 heimlich Ecstasy in einen Drink gemischt zu haben um sie sexuell zu missbrauchen.